# Kandi II
Kandi II är ett arrondissement i kommunen Gogounou i Benin. Den hade 10 465 invånare år 2002.